# Lötschenlücke
Ne doit pas être confondu avec Lötschepass.
Le Lötschenlucke est un col de haute montagne, couvert de glace, situé dans les Alpes bernoises en Suisse. Il culmine à 3 145 mètres d'altitude et sépare le glacier de Lang (partie supérieure du Lötschental) du Grosser Aletschfirn (qui alimente ensuite le glacier d'Aletsch).

## Géographie

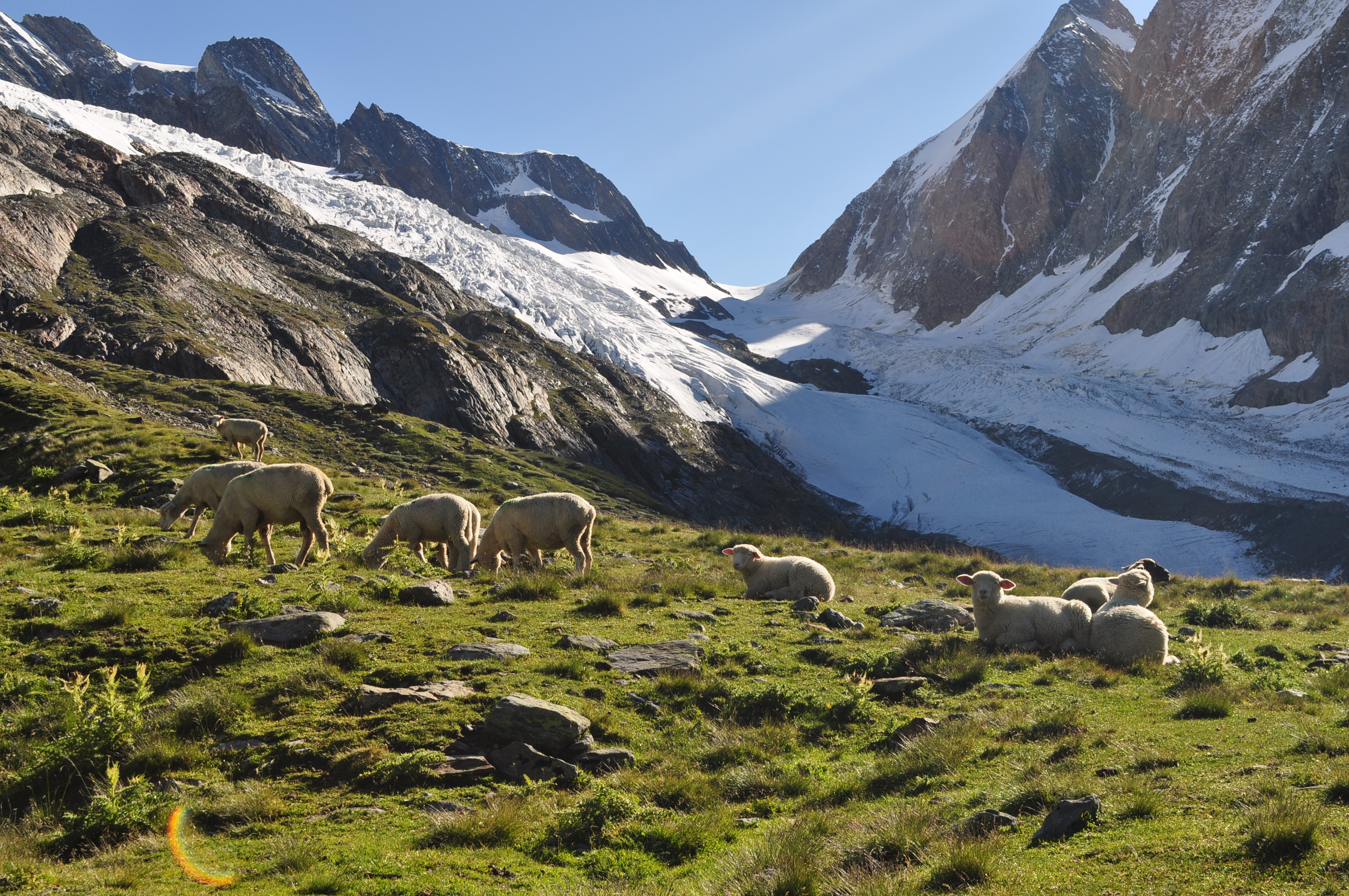
Vue du Lötschenlücke depuis le haut-Lötschental.

Le Lötschenlucke est un col de haute montagne, constamment couvert de glace, qui se situe dans la partie haute du Lötschental, en amont du glacier de Lang. Vers le nord-est, il débouche sur le Grosser Aletschfirm, un des glaciers donnant naissance au glacier d'Aletsch.